# 8013 Gordonmoore
8013 Gordonmoore eller 1990 KA är en asteroid i huvudbältet som upptäcktes 18 maj 1990 av den amerikanske astronomen Eleanor F. Helin vid Palomar-observatoriet. Den är uppkallad efter den amerikanske entreprenören Gordon E. Moore.
Asteroiden har en diameter på ungefär 2 kilometer och den tillhör asteroidgruppen Amor.